# Wii Remote
Wii Remote (іноді називають «Wiimote») — основний контролер для гральної консолі Wii компанії Nintendo. Головною особливістю Wii Remote в порівнянні з конкурентами є детектор руху, що дозволяє гравцям управляти персонажами гри і предметами на екрані рухом руки, або «вказуючи» на об'єкти, що відображаються на екрані. Це забезпечується роботою акселерометра і світлочутливої матриці. Крім цього, до контролера можна підключати різні пристрої, розширюючи таким чином його можливості.
Wii Remote був вперше продемонстрований 16 вересня 2005 року на виставці Tokyo Game Show. З тих пір до контролера було залучено багато уваги через його унікальні особливості і значні відмінності від звичайних ігрових контролерів. Він також отримав значну увагу від хакерів, які використовують його для управління різноманітними пристроями, не пов'язаними з Wii, за допомогою Wii homebrew

## Упізнання

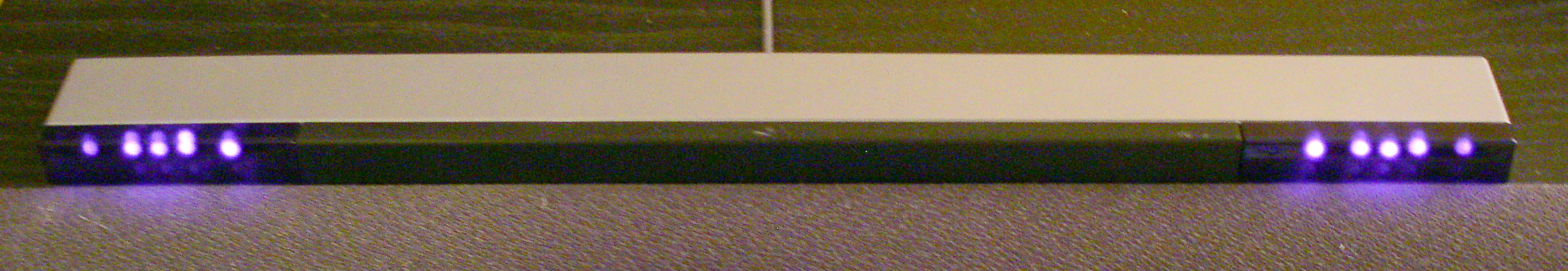
Працюючий Sensor Bar, показано випромінювання ІЧ — світлодіодів, невидиме неозброєним оком.

Wii Remote має здатність сприйматися в трьох вимірах c використанням акселерометра ADXL330 [Архівовано 11 квітня 2008 у Wayback Machine.]. Wii Remote оснащений оптичним датчиком PixArt, який дозволяє визначити, куди вказує контролер.

## Опис
Підключення до ігрової консолі бездротове, за протоколом Bluetooth. Можливе підключення до комп'ютера.
Існують бібліотеки, що спрощують розробку програм з підтримкою Wiimote, наприклад Managed Library for Nintendo's Wiimote [Архівовано 12 березня 2011 у Wayback Machine.]. Більш універсальним рішенням є Wireless Communication Library [Архівовано 1 січня 2011 у Wayback Machine.].